# 掛川パーキングエリア
掛川パーキングエリア（かけがわパーキングエリア）は、静岡県掛川市にある新東名高速道路のパーキングエリアである。

## 道路
- E1A 新東名高速道路

## 歴史
- 2011年（平成23年）8月26日 : 正式名称が掛川PAに決定。
- 2012年（平成24年）4月14日 : 御殿場JCT - 三ヶ日JCT間開通に伴い、供用開始。

## 施設

### 上り線（東京方面）
- 駐車場
  - 大型 85台
  - 小型 39台
  - 身障者用
    - 大型 1台
    - 小型 1台
- トイレ
  - 男性大10器(和式2器・洋式8器)・小22器
  - 女性 50器(和式4器・洋式46器)
    - 男児用小便器 1器

  - 身障者用 2器
- フードコート[1]
  - 吉野家（24時間）
  - 麺処掛川（9:00 - 21:00）
  - 掛川食堂（9:00 - 21:00）
- コンビニエンスストア[1]
  - デイリーヤマザキ（24時間）
- おみやげ[1]
  - よろず掛川（9:00 - 19:00）
- ドライバーズ・スポット[1]
  - ドライバーズ・スポット 天神屋（24時間）
- ハイウェイ情報ターミナル[2]
- 自動販売機[2]
- コインシャワー（24時間）[2]
- コインランドリー（24時間）[2]
- ATM（24時間）[2]
- ぷらっとパーク（24時間）（小型 32台、身障者用 2台）[2]

### 下り線（名古屋方面）
- 駐車場
  - 大型 85台
  - 小型 39台
  - 身障者用
    - 大型 1台
    - 小型 1台
- トイレ
  - 男性大10器(和式2器・洋式8器)・小 22器
  - 女性 50器(和式4器・洋式46器)
    - 男児用小便器 1器

  - 身障者用 2器
- おみやげ[3]
  - かけがわ名産街（24時間）
- フードコート[3]
  - 松軒中華食堂（8:00 - 22:00）
  - とんかつ定食 松のや（8:00 - 22:00）
  - 松屋（24時間）
- ドライバーズ・スポット[3]
  - ドライバーズ・スポット 天神屋（24時間）
- ハイウェイ情報ターミナル[4]
- 自動販売機[4]
- コインシャワー（24時間）[4]
- コインランドリー（24時間）[4]
- ぷらっとパーク（24時間）（小型 15台、身障者用 2台）[4]

## 隣
E1A 新東名高速道路
(12)島田金谷IC - 掛川PA - (13)森掛川IC